# Movimiento de Empresas de Francia
El Movimiento de Empresas de Francia (en francés: Mouvement des entreprises de France o Medef) es una organización patronal de Francia creada el 27 de octubre de 1998 en sustitución del Conseil national du patronat français (CNPF). Representa a nivel nacional a unas 750.000 empresas principalmente de tipo PYME (70% de los asociados tienen menos de 50 empleados) y de los sectores de la industria, el comercio y los servicios. Desde el 17 de julio de 2023, la presidencia de la Medef está representada por Patrick Martin. La Medef es miembro del consejo de administración de la Organización Internacional del Trabajo (OIT) y miembro de BusinessEurope.

## Historia

### 1998-2000: Oposición al gobierno socialista
Tras su fundación en octubre de 1998, el Medef convoca su primera convención en Auxerre (2 de noviembre) y cierra poco después su primer acuerdo con los sindicatos sobre el régimen de pensiones de los trabajadores aprendices (22 de diciembre).
A comienzos de 1999, su presidente se declara partidario de la moneda única y el Medef publica una Guía del Euro (23 de febrero). Poco después, el Medef entra en la vida política de oposición al criticar la ley de las 35 horas y reclamar su revocación. Dentro de este marco de actuación, el 15 de septiembre de 1999 es lanzada una campaña de publicidad contra la ley de las 35 horas, llamada ley de Aubry y el 22 de septiembre del mismo año, el Medef sirve nuevamente de oposición política al atacar a la ley de financiamiento de la seguridad social por su desacuerdo con los nuevos impuestos sociales que de ella (impuesto sobre los beneficios, sobre las horas extras y la ecotasa). Dentro del clima creado de confrontación, el Medef reúne el 4 de octubre en una convocatoria contra las 35 horas en París a unos 30.000 empresarios.
En el invierno de 1999, el Medef participa a nivel internacional en la reunión de la Organización Mundial del Comercio (OMC) en la ciudad de Seattle (24 de noviembre) y en la cumbre de la UE del 10 de diciembre celebrada en Helsinki.
En sus memorias, Jacques Chirac explica que la patronal francesa se mostró hostil a su decisión de no participar en la invasión de Irak en 2003: "Del Medef y de algunos jefes del CAC 40 llegan mensajes que me recomiendan mostrar más flexibilidad hacia Estados Unidos, a riesgo de perder importantes mercados para nuestras empresas."

### Asamblea Nacional
En materia de fiscalidad, el Medef elabora proyectos de enmienda que proporciona a diputados de LR y Modem.

## Presidentes
La presidencia del Medef es elegida por un periodo de 5 años, renovables únicamente por otros 3 años.
Presidentes del CNPF:
1. Georges Villiers : 1946 - 1966
2. Paul Huvelin : 1966 - 1972
3. François Ceyrac : 1972 - 1981
4. Yvon Gattaz : 1981 - 1986
5. François Perigot : 1986 - 1994
6. Jean Gandois : 1994 - 1997. Dimitió tras la adopción de la ley de las 35 horas aprobada por el gobierno socialista de Lionel Jospin.

Presidentes del Medef:
1. Ernest-Antoine Seilliere : 16 de diciembre de 1997 a 5 de julio de 2005. Bajo su mandato el CNPF se convierte en el Medef.
2. Laurence Parisot : 5 de julio de 2005 a 3 de julio de 2013. Elegida por mayoría absoluta en la primera vuelta (271 votos sobre 550) y reelegida en 2010.
3. Pierre Gattaz : 3 de julio de 2013 a 3 de julio de 2018.
4. Geoffroy Roux de Bézieux : 3 de julio de 2018 a 17 de julio de 2023.
5. Patrick Martin : desde el 17 de julio de 2023.